# Josef Kemr

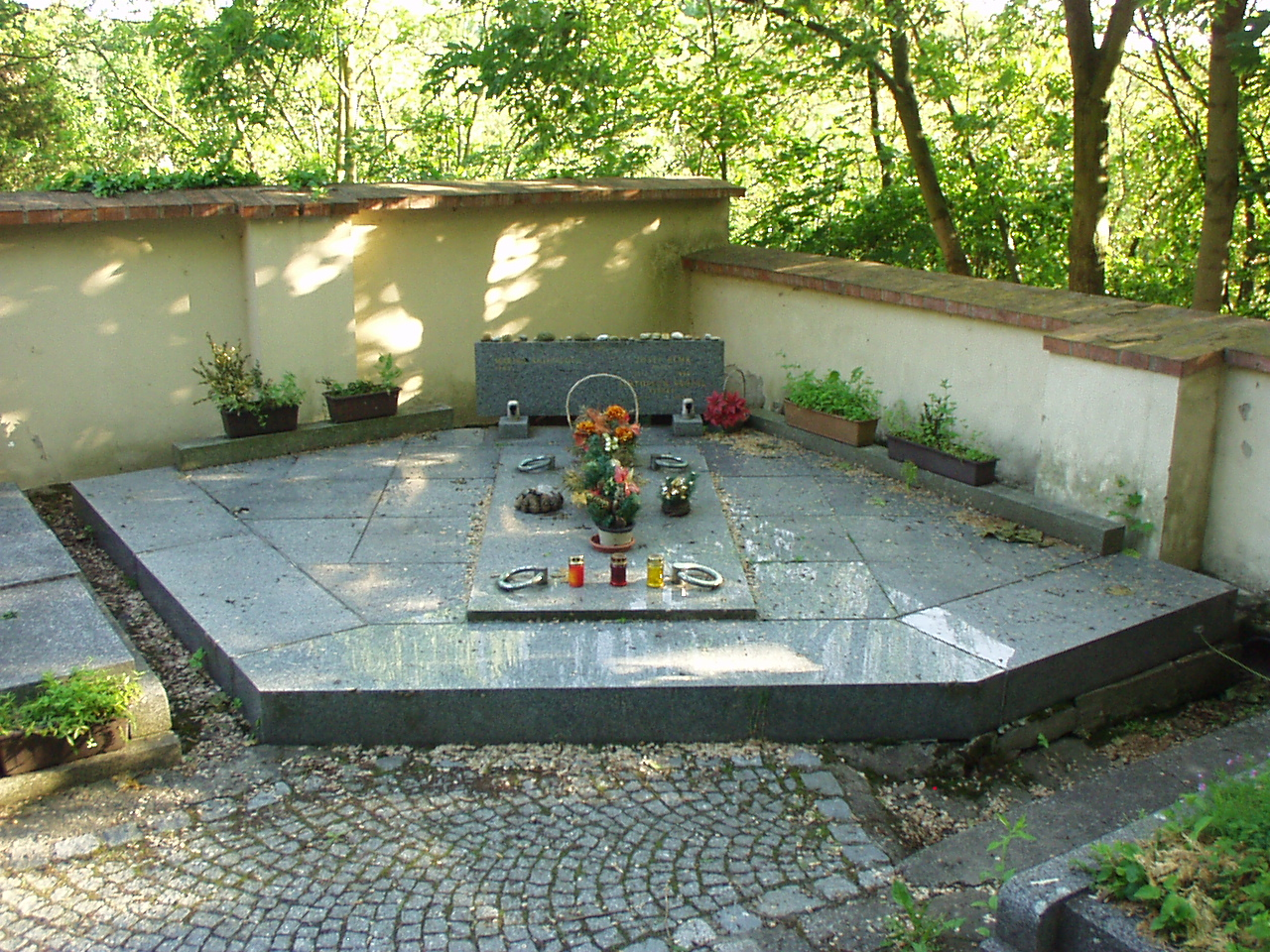
Grób Josefa Kemra na Cmentarzu Šárka w Pradze

Josef Kemr (ur. 20 czerwca 1922 w Pradze, zm. 15 stycznia 1995 tamże) – czeski aktor teatralny, filmowy i telewizyjny. W Polsce najlepiej znany z roli Bohumila Císařa w serialu Pod jednym dachem.

## Życiorys
Po ojcu odziedziczył talent do gry na instrumentach smyczkowych. W 1932 wraz z bratem po raz pierwszy wystąpił na scenie praskiego Teatru na Vinohradach. Następnie współpracował z radiem, a w 1937 zadebiutował w filmie. Zawodowo zajmował się aktorstwem od osiemnastego roku życia, pracując w różnych teatrach. W 1942 ukończył szkołę handlową w Pradze. Od 1965 był członkiem zespołu Teatru Narodowego w Pradze.

## Wybrana filmografia
- 1939: Droga do głębi duszy studenckiej (Cesta do hlubin študákovy duše)
- 1942: Miasteczko na dłoni (Městečko na dlani)
- 1947: Nikt nic nie wie (Nikdo nic neví)
- 1948: Szewc Mateusz (O ševci Matoušovi)
- 1949: Szalona Barbara (Divá Bára)
- 1951: Wesoła trójka (Štika v rybníce)
- 1953: Anna proletariuszka (Anna proletářka)
- 1953: Wakacje z aniołem (Dovolená s Andělem)
- 1954: Najlepszy człowiek (Nejlepší člověk)
- 1955: Sobór w Konstancji (Jan Hus)
- 1955: Orkiestra z Marsa (Hudba z Marsu)
- 1955: Anioł w górach (Anděl na horách)
- 1956: Jan Žižka (Jan Žižka)
- 1956: Proszę ostrzej! (Zaostřit, prosím!)
- 1957: Dobry wojak Szwejk (Dobrý voják Švejk)
- 1957: Przystanek na peryferiach (Tam na konečné)
- 1959: Ucieczka przed cieniem (Útěk ze stínu)
- 1960: Tajemnicza puderniczka (Zpívající pudřenka)
- 1964: Między nami złodziejami (Mezi námi zloději)
- 1964: Starcy na chmielu (Starci na chmelu)
- 1967: Małgorzata, córka Łazarza (Marketa Lazarová)
- 1970: Młot na czarownice (Kladivo na čarodějnice)
- 1970: Panowie, zabiłem Einsteina (Zabil jsem Einsteina, pánové!)
- 1970: Trup w każdej szafie (Čtyři vraždy stačí, drahoušku)
- 1971: Babcia (Babička)
- 1975: Pod jednym dachem (Chalupáři) – serial TV
- 1975–1978: Pan Tau (Pan Tau) – serial TV
- 1976: Na skraju lasu (Na samotě u lesa)
- 1976: Honza małym królem (Honza málem králem)
- 1976: Mareczku, podaj mi pióro! (Marečku, podejte mi pero!)
- 1976–1977 Trzydzieści przypadków majora Zemana (30 případů majora Zemana) – serial TV (odcinek 7 i 12)
- 1977: Brygada upał (Parta hic)
- 1978: Hop – i jest małpolud (Hop – a je tu lidoop)
- 1979: Cudowni mężczyźni z korbką (Báječní muži s klikou)
- 1979: Boska Emma (Božská Ema)
- 1981: Za krzakiem tarniny (Za trnkovým keřem)
- 1983: Bajka o smoku i pięknej królewnie (Za humny je drak)
- 1985: Z diabłami nie ma żartów (S čerty nejsou žerty)
- 1994: Marsz Radeckiego (Radetzkymarsch) – serial TV